# GAZ-MM

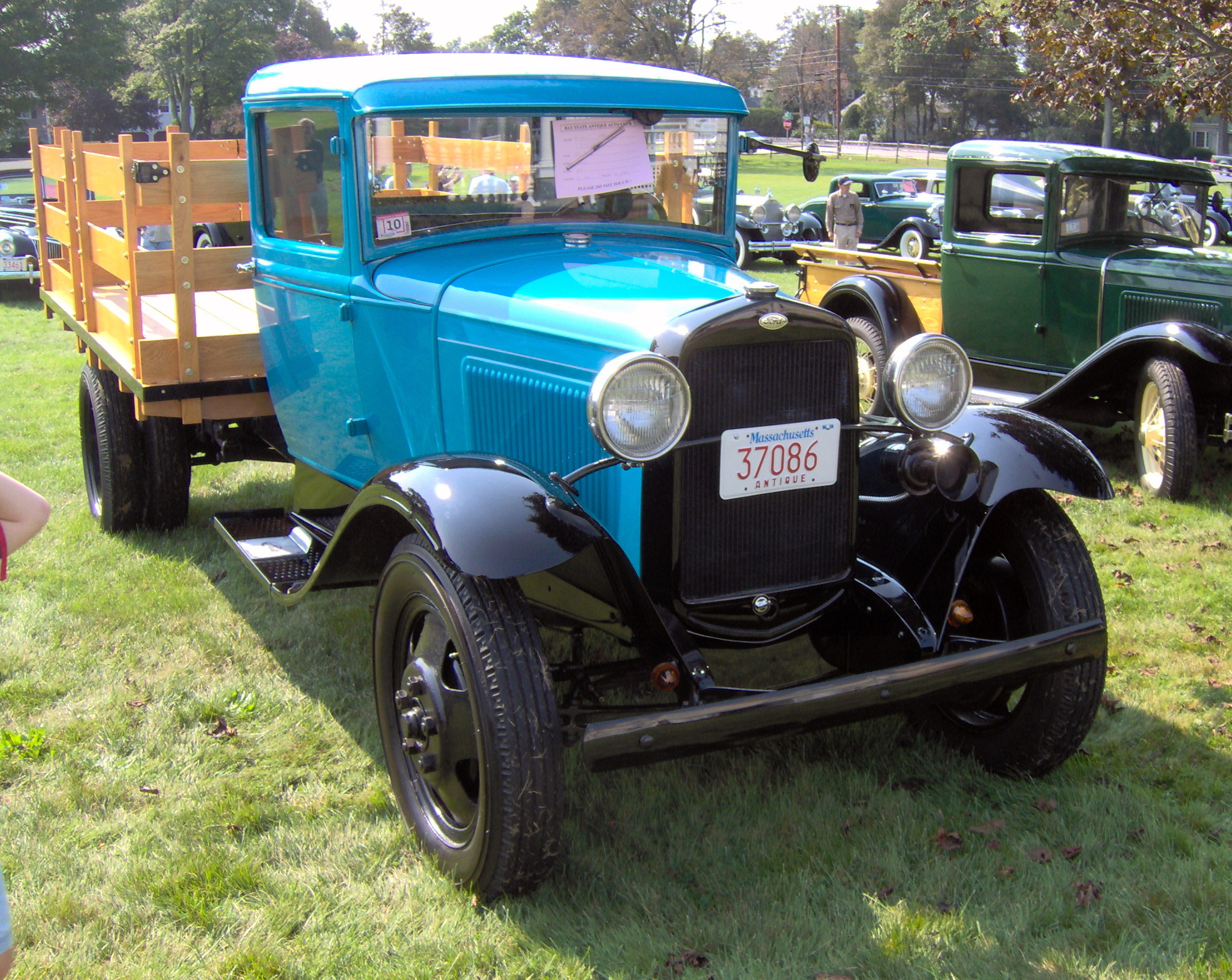
Een Ford Model AA die de basis was voor de GAZ-AA en GAZ-MM

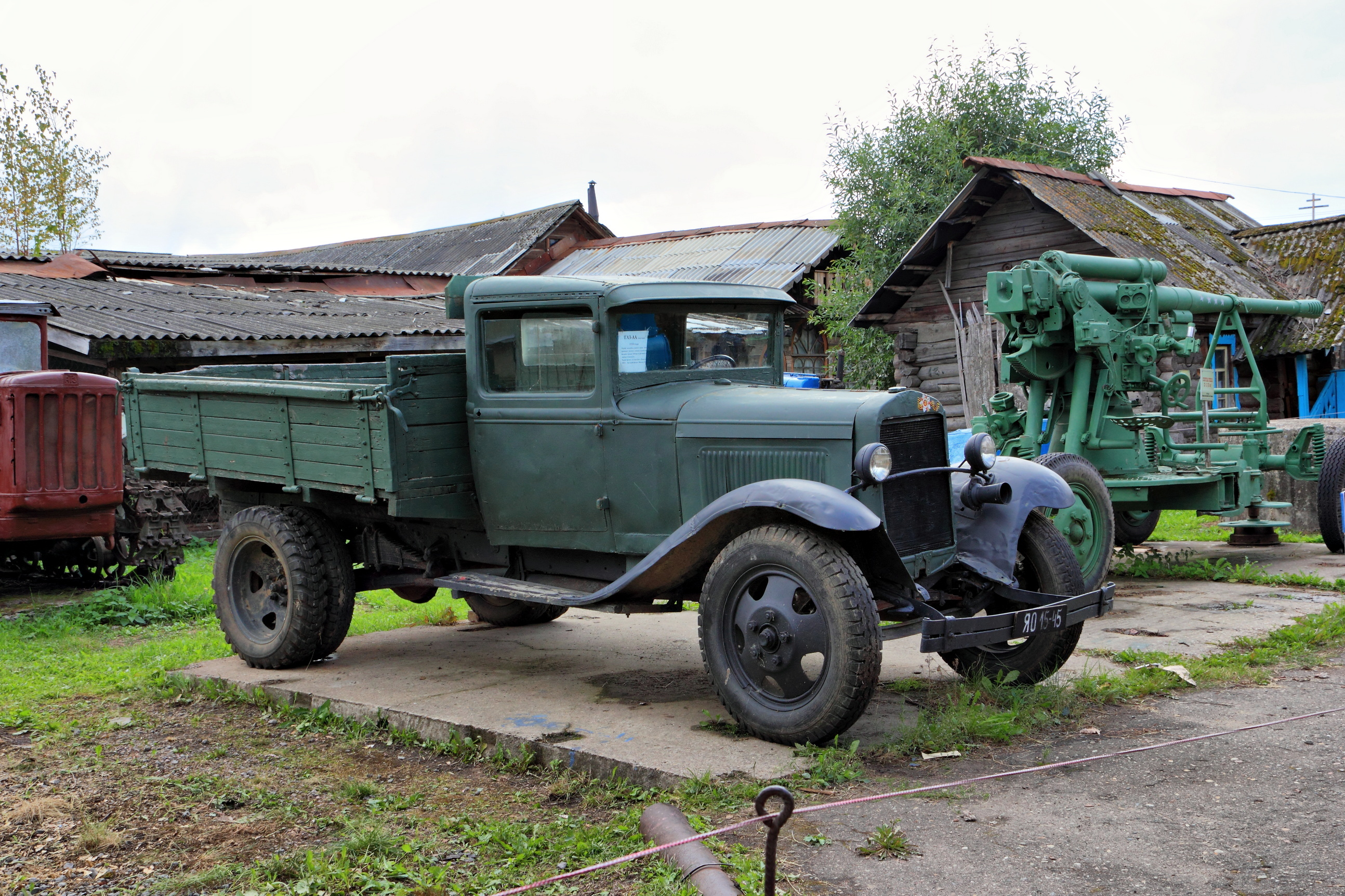
GAZ-AA

De GAZ-MM (Russisch: ГАЗ-MM) is een lichte vrachtwagen met een maximaal laadvermogen van 1,5 ton. Het voertuig werd eind jaren dertig en begin jaren veertig van de 20e eeuw geproduceerd door Gorkovski Avtomobilny Zavod (GAZ) in de Sovjet-Unie. Aan het begin van de Tweede Wereldoorlog waren er meer dan 150.000 in gebruik bij het Rode Leger.
De GAZ-AA was een in licentie gebouwde versie van de Ford Model AA. De GAZ-MM was een vereenvoudigde versie en kreeg een 4 cilinder-benzinemotor met een cilinderinhoud van 3,3 liter. Het vermogen was 50 pk en de GAZ-AA was met een lichtere motor uitgerust van 40 pk. De brandstoftanks had een inhoud van 40 liter waarmee het bereik op z’n 200 kilometer uitkwam. Het had alleen aandrijving op de achterwielen en de versnellingsbak telde vier versnellingen vooruit en een achteruit.
Het voertuig werd in 1938 geïntroduceerd. Vanwege de moeilijk omstandigheden en een groot gebrek aan materialen en componenten tijdens de oorlog werden de voertuigen uitermate eenvoudig uitgevoerd. In sommige series werden de ronde spatborden vervangen door gewoon gelaste hoekige spatborden. Verder waren er geen deuren, voorremmen, voorbumpers en bleef er slechts één koplamp over. Vanaf medio 1942 kreeg de cabine houten deuren.
GAZ heeft het voertuig geproduceerd in de jaren 1938 – 1947 en daarna is het nog drie jaren in productie geweest bij OeAZ. Het werd opgevolgd door de GAZ-51. De totale productie van de GAZ-AA, GAZ-MM en afgeleide versies was ongeveer 985.000 exemplaren.